# هاينز تشن
هاينز تشن (بالألمانية: Heinz Chen)‏ هو معلم موسيقى وعازف بيانو نمساوي، ولد في 1983 في فيينا في النمسا.